# Lenny Baker
Leonard Joel Baker, detto Lenny (Boston, 17 gennaio 1945 – Hallandale Beach, 12 aprile 1982) è stato un attore statunitense, attivo in campo cinematografico, televisivo e teatrale.
Nel 1977 ha vinto il Drama Desk Award ed il Tony Award al miglior attore non protagonista in un musical per la sua performance nel musical I Love My Wife a Broadway. Nel 1977 ha ottenuto una candidatura al Golden Globe per il miglior attore debuttante per il film Stop a Greenwich Village.
È morto di AIDS nel 1982.

## Filmografia
- Anche i dottori ce l'hanno (The Hospital), regia di Arthur Hiller (1971)
- Esami per la vita (The Paper Chase), regia di James Bridges (1973)
- Stop a Greenwich Village (Next Stop, Greenwich Village), regia di Paul Mazursky (1976)